# ニュルンベルク中央駅
ニュルンベルク中央駅（ニュルンベルクちゅうおうえき、ドイツ語: Nürnberg Hauptbahnhof、略号NN）はドイツ・バイエルン州北部で最大の鉄道駅で、DBステーション・アンド・サービスのドイツの鉄道駅の分類で最上級のカテゴリ1に属する21の駅の1つである。南北と東西に結ぶ主要な経路上に位置しており、25の番線があり、このうち21がプラットホームに面している、ヨーロッパでは最大の通過式配線の駅である。1日466本の列車が停車し、およそ18万人の人々が利用する。ニュルンベルク近郊交通の結節点としても機能している。

## 位置

### 鉄道網における位置

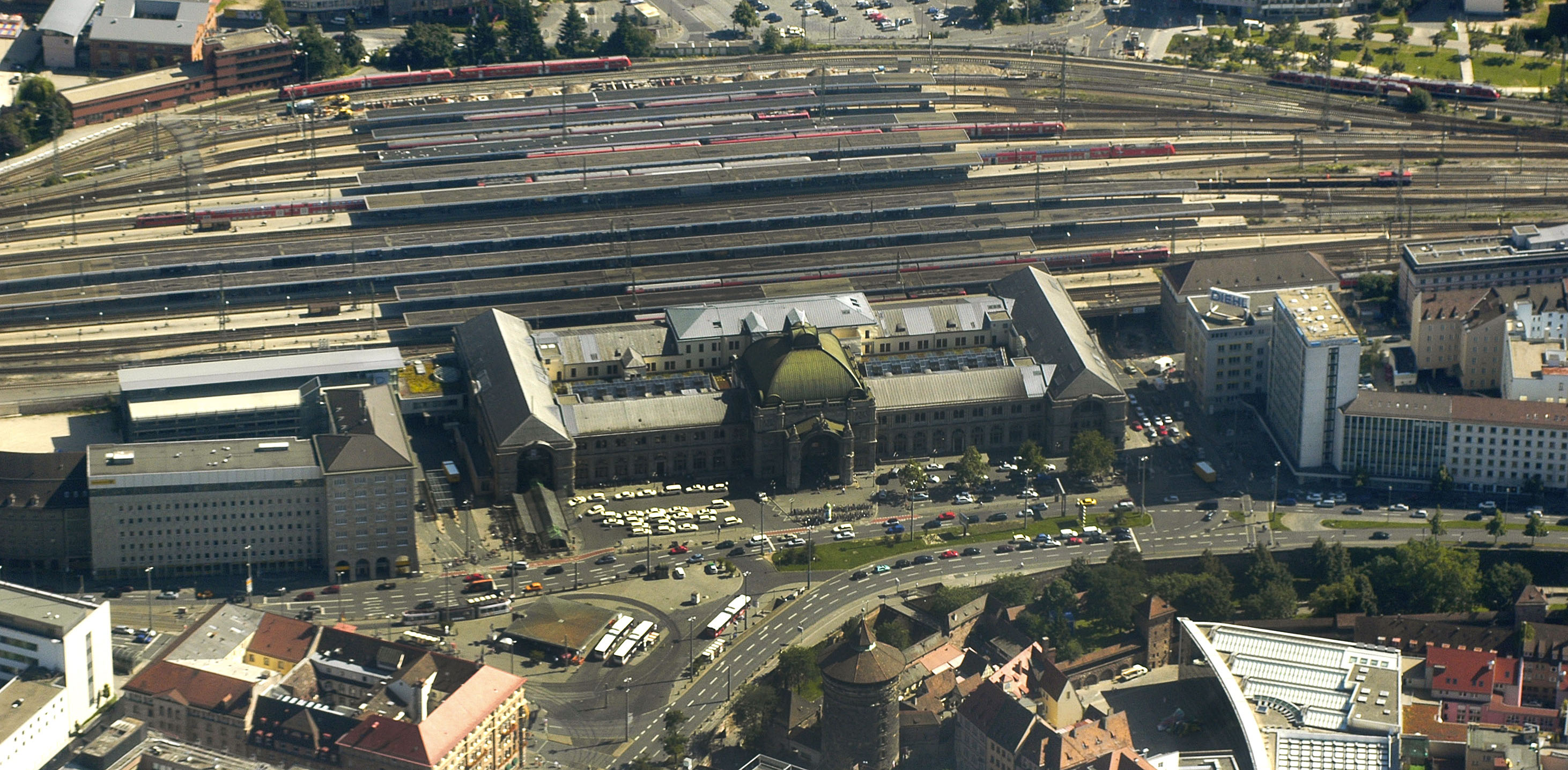
2009年のニュルンベルク中央駅空撮写真

ニュルンベルク中央駅はドイツ南部の鉄道網における重要な結節点であり、あらゆる方面からの数多くの路線がここで交わっている。2006年夏に開通したニュルンベルク-インゴルシュタット-ミュンヘン高速線、2017年に開通したニュルンベルク-エアフルト高速線も通っており、多くの方面への所要時間を短縮した。
西に隣接するフュルト中央駅でニュルンベルク-ヴュルツブルク線とニュルンベルク-バンベルク線が合流し、そのままニュルンベルク中央駅へと通じている。ニュルンベルク西部でこの線にクライルスハイム、ロート、アウクスブルクからの線が合流する。そしてこれらの4本の路線が並んで駅の西側から進入している。
ニュルンベルクの南東では、レーゲンスブルクからの線とミュンヘンからの高速線が合流する。駅の東側の入口で、この線にヘプ、シュヴァンドルフ、フォイヒトからの線が合流し、駅の東側から並んで進入する。

### 街区における位置
ニュルンベルク中央駅は、旧市街の南端、ターフェルホーフ地区の、ケーニヒ門の真向かいに位置する。またマリーエントーアグラーベン通り、フラウエントーアグラーベン通り、バーンホーフ通りの交差点に面している。ケーニヒ門から中央駅北側の正面出入口へは地下道が通じており、その途中には地下鉄駅もある。各プラットホームは高架になっているため、地表階にはプラットホームと交差する計三本の「トンネル」がある。このうち東トンネルは南東口、西トンネルは南口まで通じている。地下・地表・上層の移動はバリアフリー化されている。

## 交通網

### 長距離交通

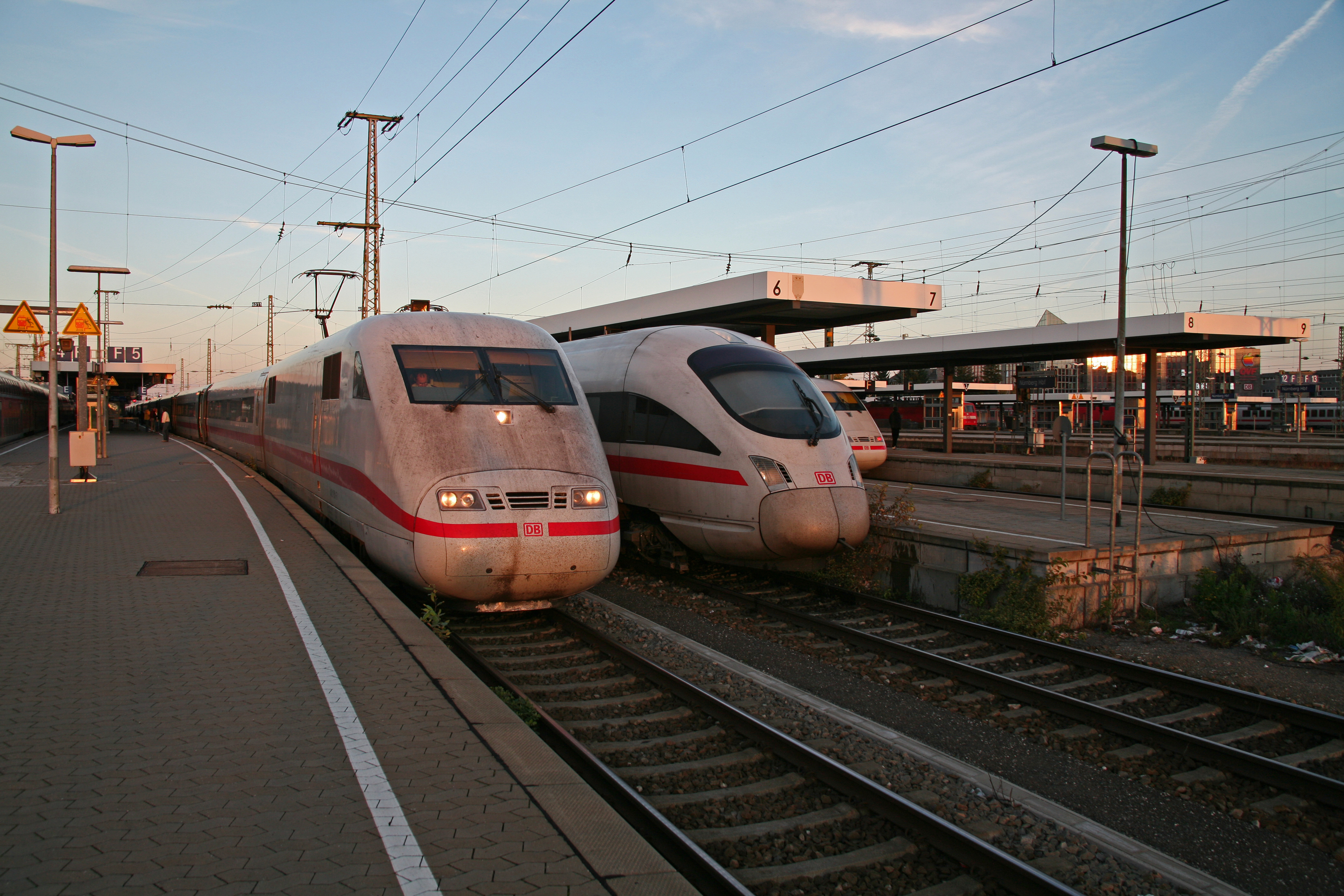
長距離用の番線に停車中のICE

ニュルンベルク中央駅は、ICEの25、28、31、41、91系統、インターシティ / ユーロシティの26、28、31、61系統などの交点に位置しており、またニュルンベルクにおいて唯一長距離列車の停車する駅である。これらの系統はおおむね1時間おきに運転されるが、時間帯によっては系統の重複により、より短い間隔で運転されることもある。ミュンヘンから北へ向けて運行される長距離列車のほとんどは、ニュルンベルクまで高速線を連結運転し、ニュルンベルクで分割されて各方面へ向かう。この関係でニュルンベルクとミュンヘンの間の長距離列車の運転間隔は短いものとなっている。ニュルンベルクとライプツィヒを結ぶ高速線が完成すれば、ニュルンベルクからライプツィヒまで、そしてベルリンまでの所要時間が短縮される。ニュルンベルクからは、ミュンヘン、ライプツィヒ、ベルリン、ライン＝マイン地方、ルール地方、シュトゥットガルト、カールスルーエ、ハンブルク、パッサウ、ウィーンなどへの長距離列車が発着している。またケムニッツおよびドレスデンへのインターレギオ・エクスプレスも発着している。夜行列車は、ハンブルク/アムステルダム - ウィーン/インスブルックへの系統が停車する。これらの列車は当駅で編成の組み替えを行い目的地へ向かう。またこの停車時間を利用して、朝食の積み込みが行われる。
2009年8月9日から、ドイツ鉄道はニュルンベルクとプラハを結ぶ高速バスを走らせている。DB長距離交通とDB都市交通が共同で、フランケン路線バス交通のバスを使用して2時間おきに1日6便を運行して、2004年から運転されていた両都市間のインターシティのサービスを置き換えている。2011年5月28日からさらに長距離バスの運行が開始され、1日1便がニュルンベルクとバート・フュッシングの間を結んでいる。
1939年の夏ダイヤでは、ニュルンベルク中央駅を通る定期の長距離列車は1日当たり91本であった。

### 近郊交通

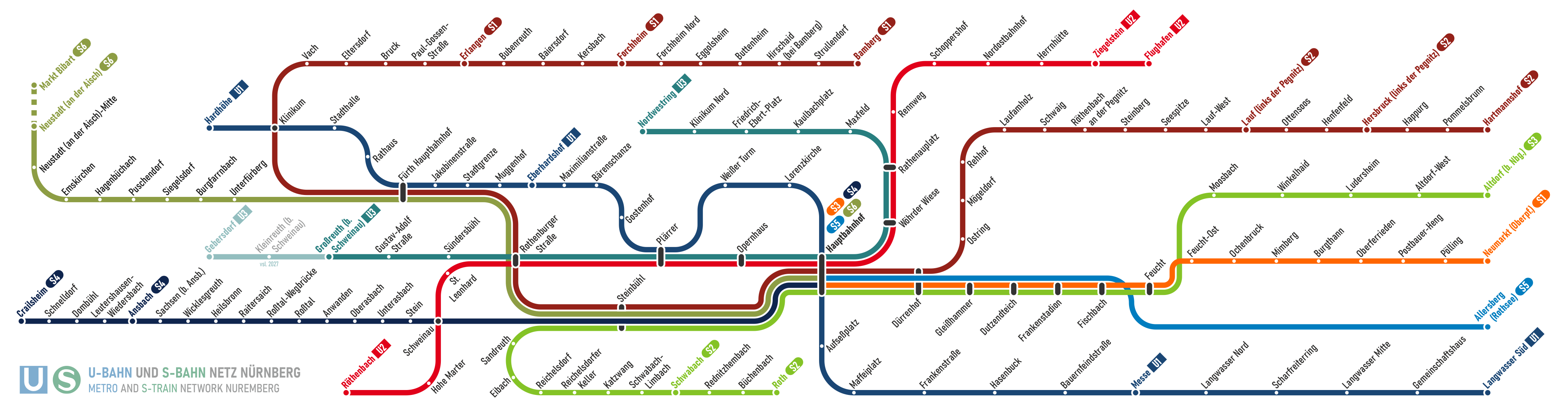
ニュルンベルク中央駅周辺のUバーン（地下鉄）およびSバーン網

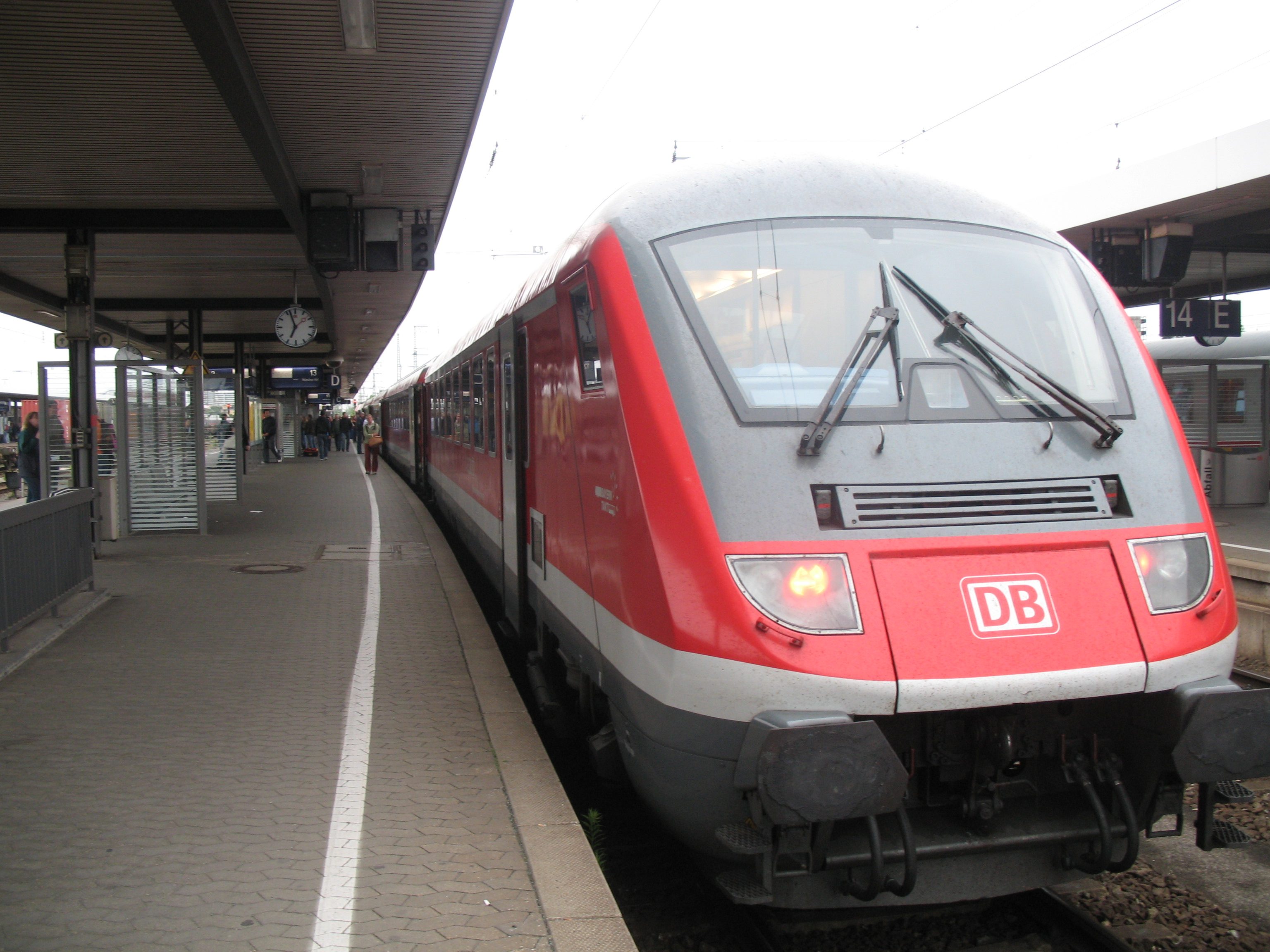
ミュンヘン・ニュルンベルク・エクスプレスの車両。写っているのは運転台付きの制御客車で、列車の反対側には機関車が連結される

レギオナルエクスプレスやレギオナルバーンによる近郊交通は、主にニュルンベルク近郊（ジンメルスドルフ＝ヒュッテンバッハ、ノイハウス・アン・デア・ペーグニッツ、アラースベルク、ノイシュタット・アン・デア・アイシュ）で運行されているが、これに加えてバイエルン州の広い地域（バイロイト、ホーフ、ノイシュタット・アン・デア・ヴァルトナープ、シュヴァンドルフ、レーゲンスブルク、ミュンヘン、アウクスブルク、ヴュルツブルクなど）やバーデン・ヴュルテンベルク州のシュトゥットガルト、ヘッセン州のフランクフルト・アム・マイン、ザクセン州のドレスデン、テューリンゲン州のゾンネベルク、チェコのヘプ、プラハなどへも運行されている。後者は2010年のダイヤ改正からアリーヴァ・ドイツが運行を開始し、2012年12月からはアレックスが運行している。ほとんどの系統は主に1時間間隔の等間隔運行が行われており、混雑する時間帯にはさらに運転間隔が短縮される。またインゴルシュタットやミュンヘンへの高速線を経由してミュンヘン・ニュルンベルク・エクスプレスが運行され、これらの都市へ高速な近郊列車の便を提供し、ICEよりも安い交通手段となっている。
ニュルンベルクSバーンの4本の系統がニュルンベルクと、バンベルクおよびハルトマンスホーフ（S1系統）、ロートおよびアルトドルフ・バイ・ニュルンベルク（S2系統）、ノイマルクト・イン・デア・オーバープファルツ（S3系統）、アンスバッハ（S4系統）を結んでいる。S1系統からS3系統は駅舎にもっとも近い1番線から3番線および30番線を使用しており、市内交通との乗換時間を短縮できるようになっている。運営上の理由（アンスバッハへの線に走行する際に駅の西側で交差支障となってしまう）により、S4系統の列車は22番線を使用している。

### 市内交通

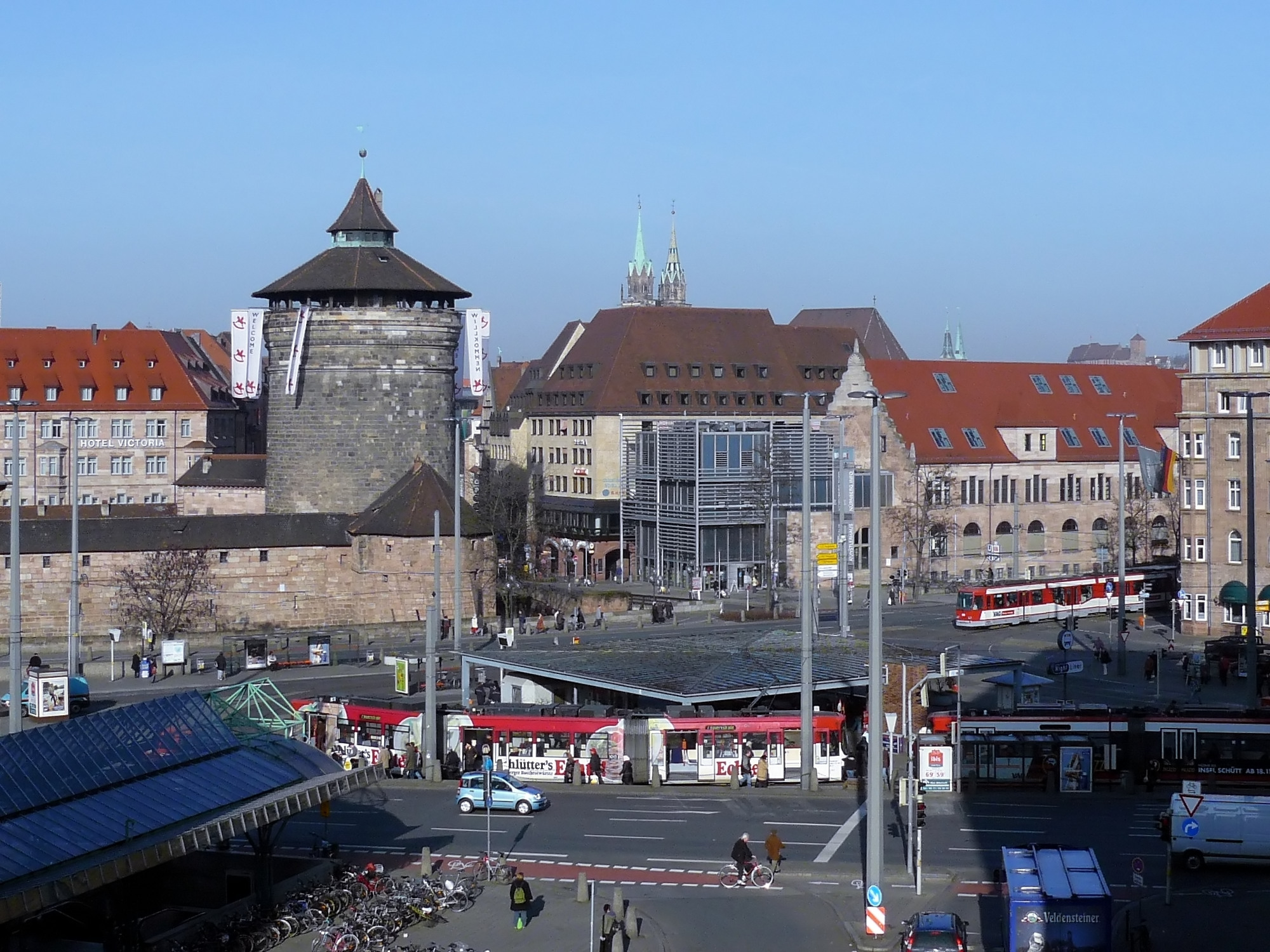
路面電車の電停がある駅前広場。地下には地下鉄駅や、正面に見えるケーニヒ門へと通じる連絡通路がある。

駅の地下にはニュルンベルク地下鉄の中央駅地下鉄駅があり、U1、U2、U3系統の路線が十字に交差している。U1系統は都心部およびメッセ・ニュルンベルクなどへ、U2系統は中央駅と、フレンキシェ・シュヴァイツ方面へのグレーフェンベルク線に連絡するニュルンベルク北東駅、そしてニュルンベルク空港を結んでいる。駅前広場には、ニュルンベルク市電およびニュルンベルク市街バスの停留所がある。週末と休日には、駅前広場は夜間バス網の乗換拠点となる。そこから200メートルほど東には、2005年の改築により再開された中央バスステーションがあり、ヨーロッパ諸国と結ぶ国際バスが運行されている。

## 設備

### サービス設備
長距離交通および近郊交通における重要性のため、多くのサービス設備を備えている。
ドイツ鉄道は中央ホールで旅行センターおよびサービスポイントを運営している。1階には、bahn.comfortの旅客および一等旅客のためのDBラウンジがある。ホールおよびすべてのプラットホームに設置された多くの表示装置により、現在の運行状況が表示される。また案内放送は自動である。駅舎およびプラットホームはおおむねバリアフリーを実現しており、コンコースの各階層間はエスカレーターおよびエレベーターで移動できる。
ニュルンベルク旅行者援護所は地下にあり、旅行者、ホームレス、駅員などに助言と援助を行っている。2011年3月9日から旅行者援護所には、ドイツ中で5か所計画された内で初めて、子供用ラウンジが開設された。
貸し出されているスペースの総面積は20,214平方メートルある。駅舎内には日用品のほか旅行用品を扱う店舗、レストラン、軽食コーナーなど多くの店舗が入っている。合計55店舗が入っており、さらに駅に接続するケーニヒ門・旧市街までの地下通路にも店がある。

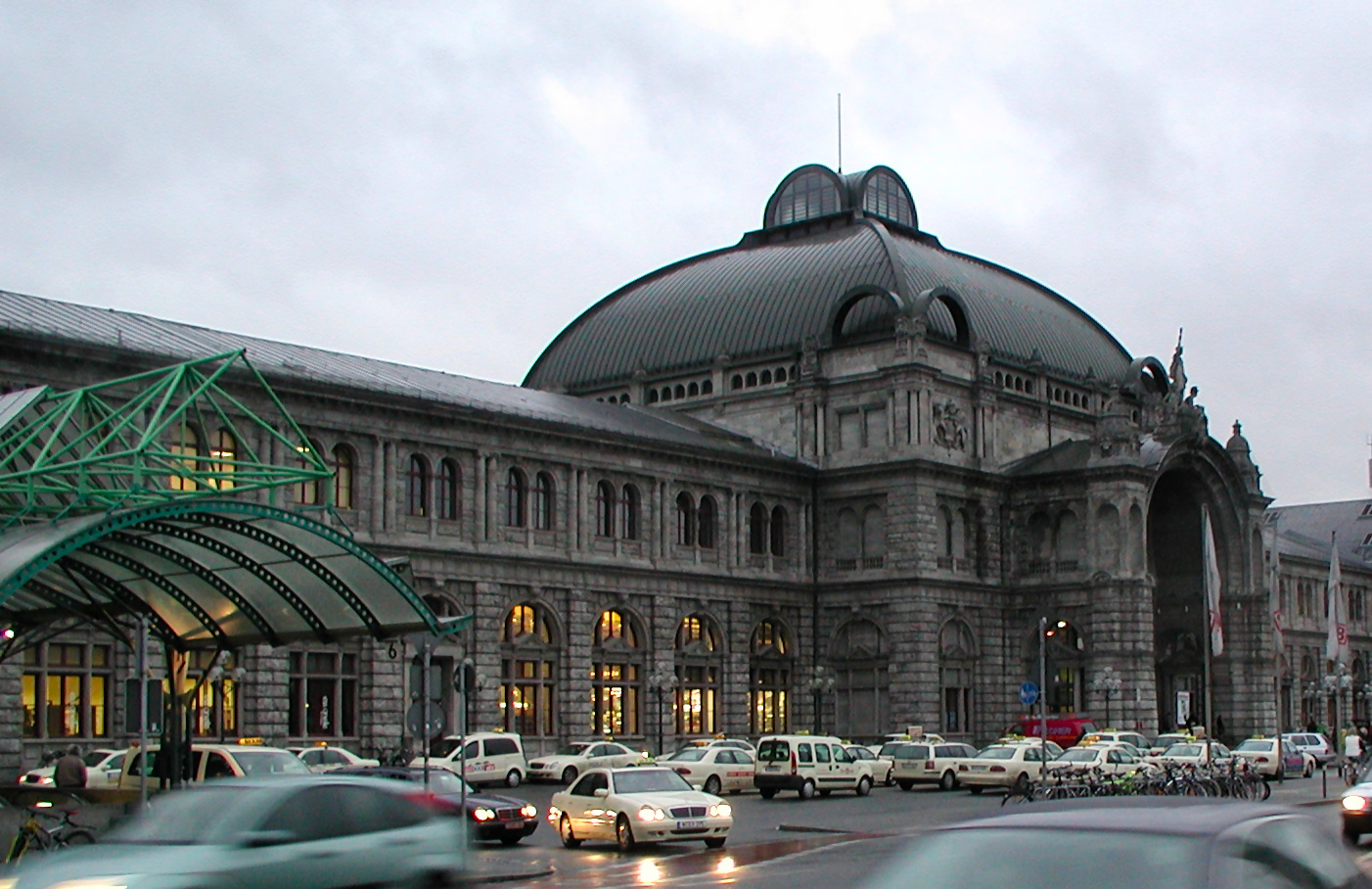
駅前広場のタクシー乗り場

東ホールに隣接した場所に1999年に開設された駐車場があり、487台の収容力がある。ドイツ鉄道によって企画され、保険会社が投資を行った。
駅の地下とされている場所には、ドイツ鉄道の遺失物取扱所があり、駅や列車内での落とし物を受け付けている。これに加えてここには、列車を利用した宅配サービスのカウンターや、収容能力500件のロッカーがある。
駅前広場にはタクシー乗り場がある。

### 信号設備
1900年時点では、約100本の列車に対して転轍機と信号機の操作のために勤務シフトあたり116人の係員が配置されていた。
1907年から1911年にかけて、電気式の信号制御盤が導入された。それ以前は各所で転轍機や信号機を手で転換していた。以前の116人から、電気式信号制御盤導入後は40人の信号扱い手で足りるようになった。運行は、2か所の主信号扱所と12か所の従信号扱所から行われていた。1913年には、1日122本の列車が14の信号扱所に配置された勤務シフトあたり40人の信号扱い手により運行されていた。
1930年から1935年にかけて数多くの変更と改良が行われた。たとえば、安全上の理由によるオーバーラップ信号方式（停止信号の内方にも一定距離の間は他の列車が在線していないことを保証する仕組み）や列車在線時に鎖錠される電気式の番線解放通知装置などが導入された。第二次世界大戦時には、1944年に信号設備が破壊された。一時的に、可搬式の電気機械式連動装置によって代用された。その再建にあたってはさらなる集中化が行われ、4つの信号扱所が廃止された。1968年には初めてSpDrS-60継電連動装置が運用を開始し、一部の主信号扱所を置き換えた。
1983年8月に、全長40 m、高さ21 m、幅11 mの中央信号扱所ビルの工事が開始された。この中央信号扱所は、1988年11月末にNhfという名称で使用開始した。運転指令員とその補佐が、客車の連結作業について連結手の支援を得ながら、駅の西側および東側を管制するようになった。指令する範囲は、西側はフュルトおよびシュヴァイナウ、南側はアイバッハ、東側はドゥーツェントタイヒおよびメーゲルドルフまでである。信号電力の出力は630 kWある。
合計3830万ドイツマルクが投じられた。当時1日あたり800本の営業列車の走行および2900回の入換が行われていた。1970年代に開始された計画では、合理化を行うのみならず計画されていたミュンヘンへの高速線の準備もされていた。新しい信号扱所が運用を開始する直前に、そこからコンピュータ制御されているおよそ100万ドイツマルクを投じた出発案内表示装置が中央ホールにおいて使用開始された。新しい信号扱所に設置されたSpDrS600型連動装置により、およそ70年間使用された信号扱所が廃止となった。1990年代初めのSバーン拡張により、他の3つの信号扱所も廃止となった。不適切な位置に設置され、これ以上拡張することができなくなっていた連動装置が廃止されたことにより、5か所の側線を統合することができた。
こんにち、駅の東西において、運転指令員が列車の走行に対して、また転轍手が入換に対して制御している。さらに番線の変更、車両の連結、運転時隔の調整などを補佐する職員がいる。音声案内と表示装置の制御はDBステーション・アンド・サービスの2人の職員が行っている。これらの職員はすべて中央信号扱所に配置されている。

## 建築

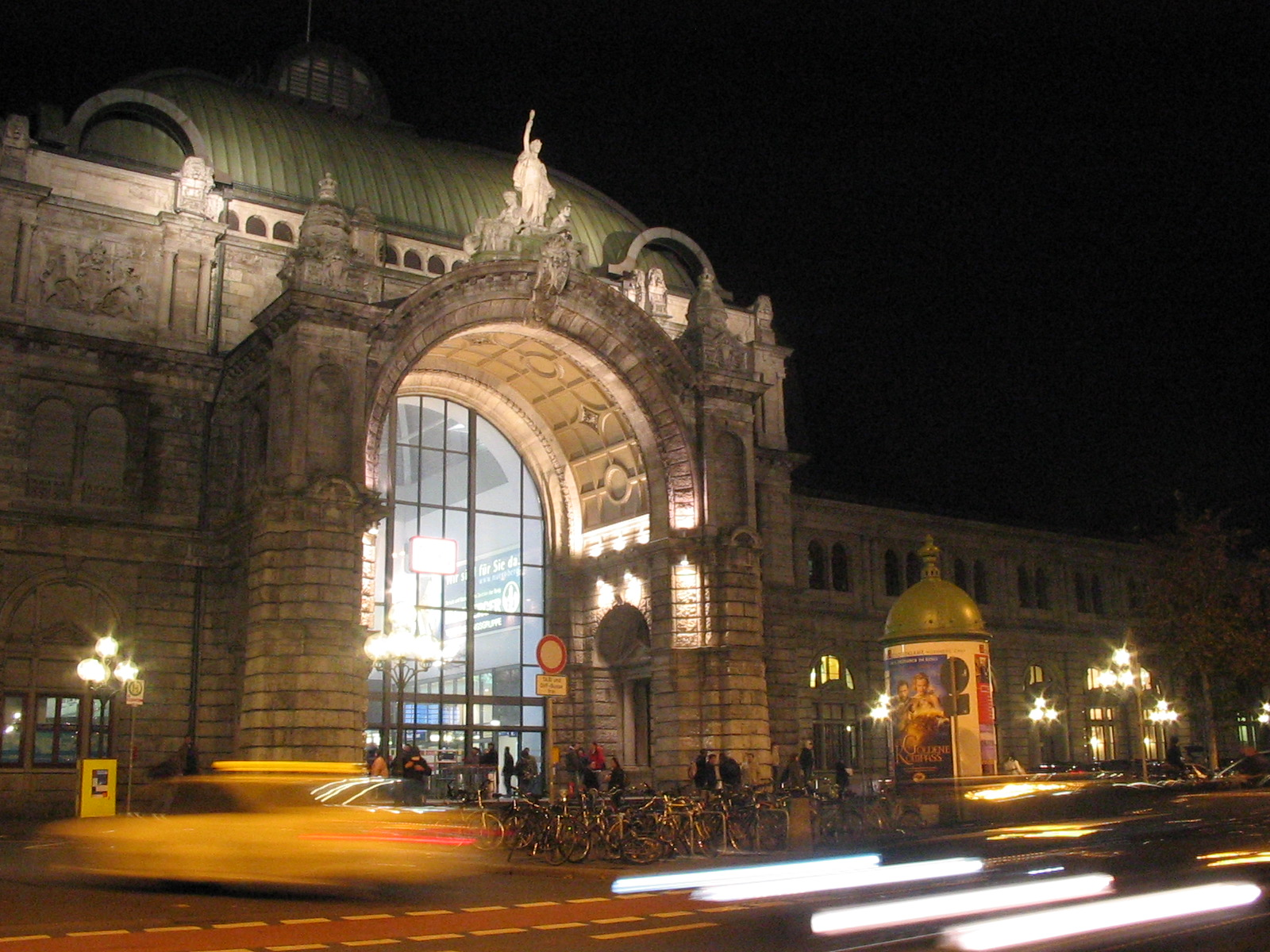
夜間のニュルンベルク中央駅の中央部

ニュルンベルク中央駅は、当初はネオゴシック様式であったが、1900年にネオバロック様式で建築家カール・ツェンガー設計により改築された。特徴は、ファサードに用いられている貝殻石灰岩である。各ホールの正面入口は主に技術の進歩を象徴するもので豊かに飾られており、たとえば中央ホールの入口の上部は翼のついた車輪（鉄道の象徴）で飾られている。現在トラベルセンターが収容されているホールは、1904年から1905年にかけてブルーノ・パウル設計によりアール・ヌーヴォー様式で建築された。壁の一部は精巧なモザイクで飾られており、また天井は化粧漆喰で飾られている。このアール・ヌーヴォー様式のホールは、駅において第二次世界大戦の被害を受けなかった数少ない部分である。駅のメインエントランス前には20世紀初頭から広告柱が立っている。
1950年には、ネオバロック様式をネオゴシック様式に改築する計画が準備された。しかし工事が始まった直後に取り消され、ごく一部が改築されたにとどまった。
1990年代の駅舎近代化の設計は、アーヘンのFISアーキテクテン (FIS-Architekten) が担当した。

## 歴史

### 開業から最初の改築まで

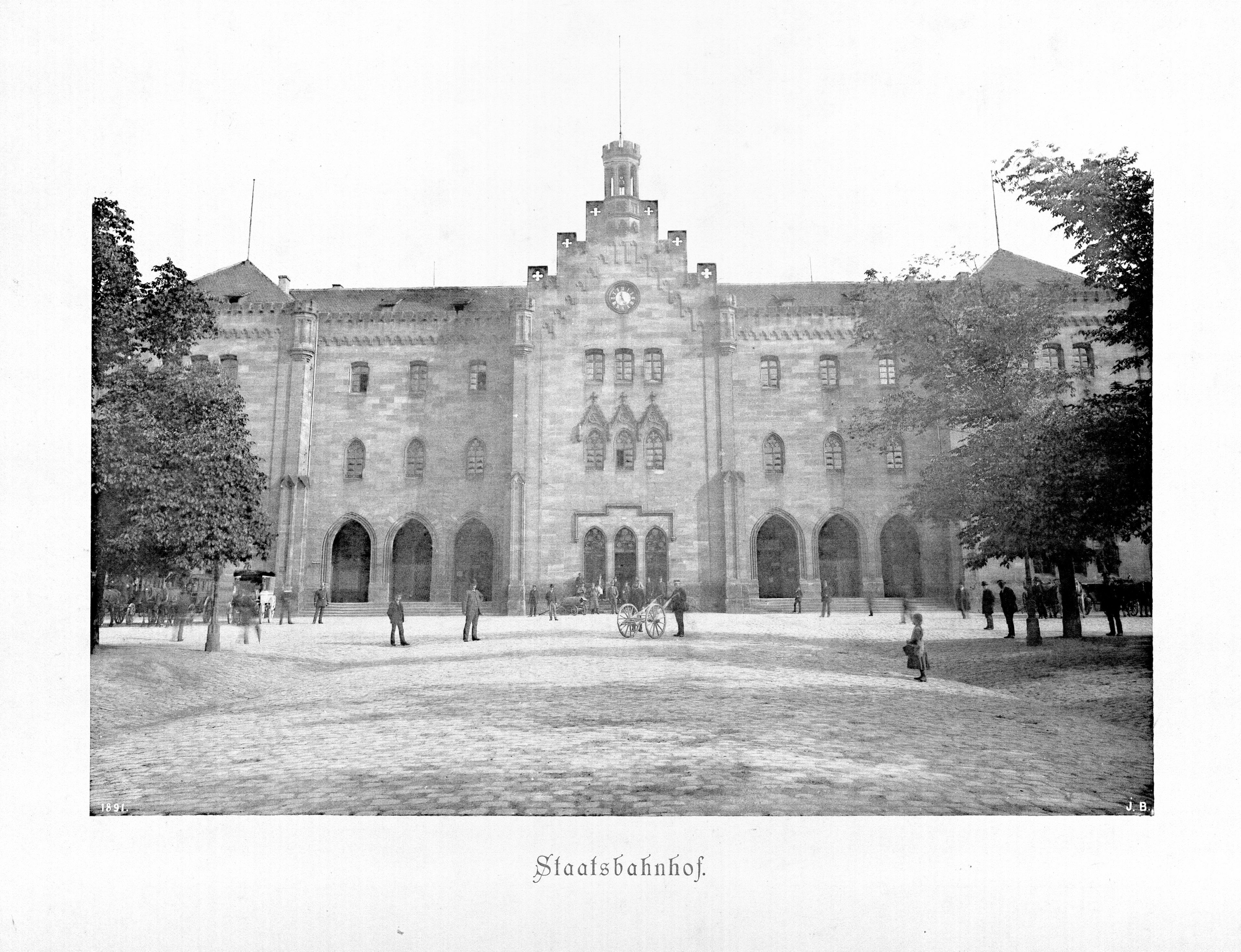
1844年から1847年にかけて建設された駅舎、1891年の写真

リンダウからホーフへ、バイエルン邦有のルートヴィヒ南北鉄道を建設する際に、1844年から1847年にかけて現在の位置にニュルンベルク中央駅が建設された。私鉄でフュルトまでを運行していたバイエルン・ルートヴィヒ鉄道の駅があったプレラーの土地は十分な広さが無かったため、邦有鉄道はフラウエントーアグラーベンの前に独自の駅を建設することを決めた。当時の大きな駅としては一般的な、頭端式の駅として建設された。駅舎はネオゴシック様式で建設された。王立バイエルン邦有鉄道がシュヴァーバッハまで1849年に、アンスバッハまで1875年に、バイロイトまで1877年に開通し、またバイエルン東部鉄道がヘルスブルックまで1859年に、レーゲンスブルクまで1871年に開通していくことで、駅はニュルンベルクの中央駅となっていった。バイエルン東部鉄道は1859年にヘルスブルックまでの路線を建設する際に、既存の駅の東側に隣接して独自の駅を建設し、1875年に西側の駅と通過式の駅として統合された。

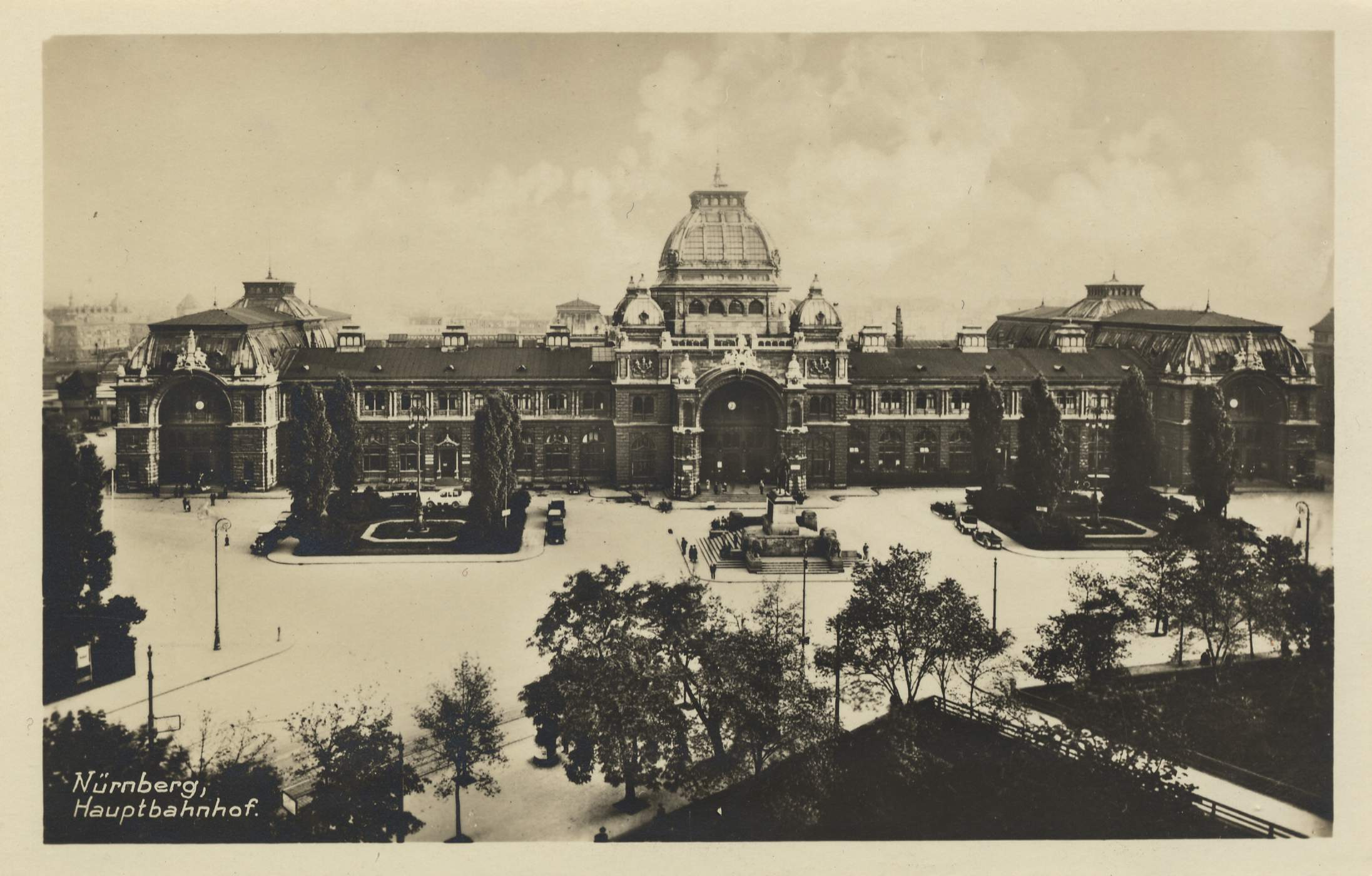
最初の改築（1900年 - 1906年）後の駅

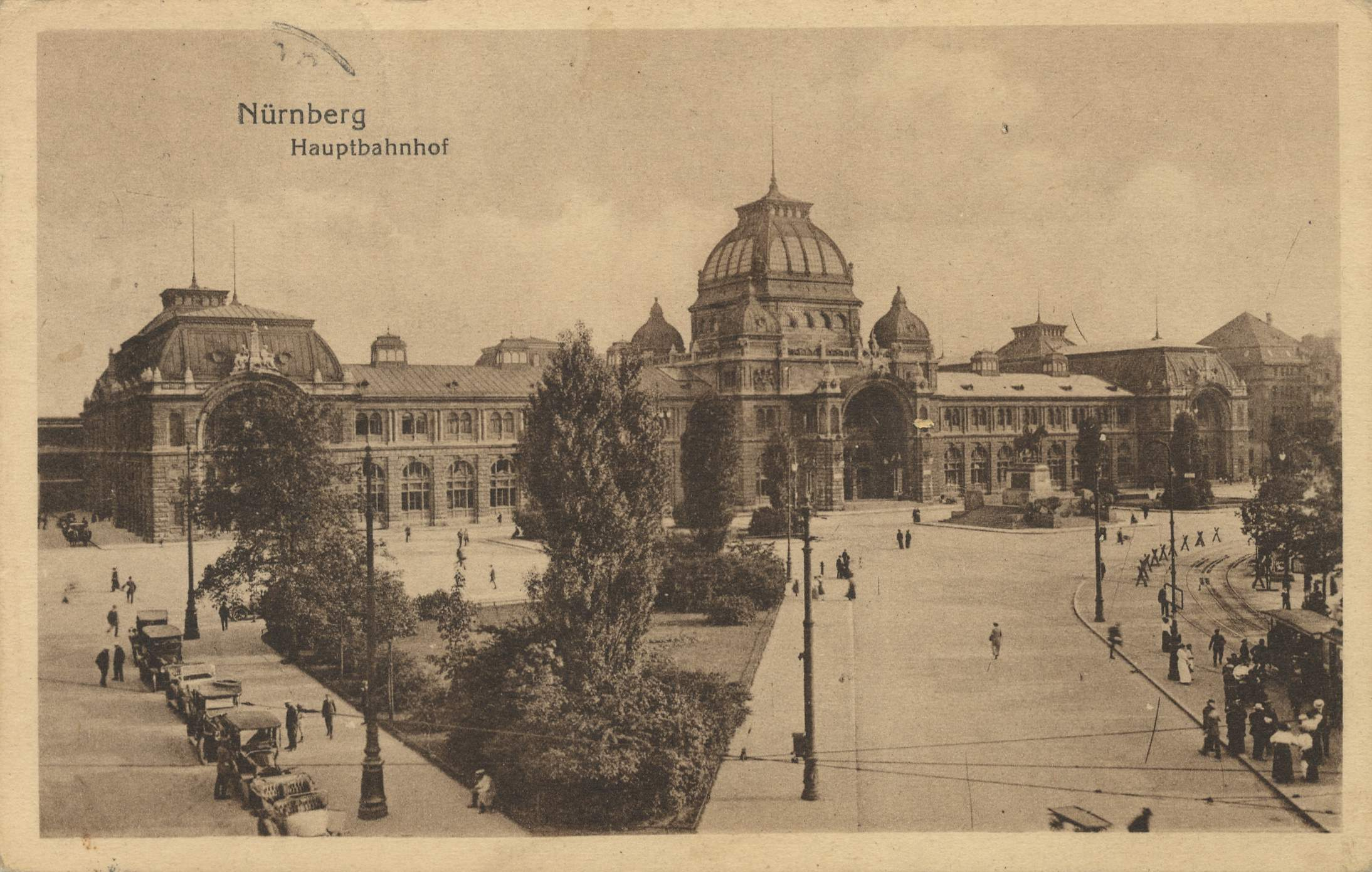
駅と駅前広場、1918年

1880年代に鉄道の輸送需要が増大し、番線が増加したことから、現在も使われている地下道の建設が必要になった。次第に多くの地下道が建設されていき、ターフェルフェルト、マリーエン、デュレンホーフの各トンネル、ツェルティス、アラースベルガーの各地下道が開設された。1878年から1880年にかけて再度旅客輸送設備が増強され、1880年には新しくコーレンホーフに建設されたニュルンベルク中央貨物駅に貨物扱いが移転された。1897年には中央駅の改良計画が提案され、この計画に駅舎の改築、全体の配線を3.27 m向上させて地下に歩行者通路（東および西トンネル）を建設することなどが含まれていた。建設は1900年4月19日に着工され、1906年3月10日に完成したが、西トンネルと南出口は1927年になってから完成した。

### 破壊と再建

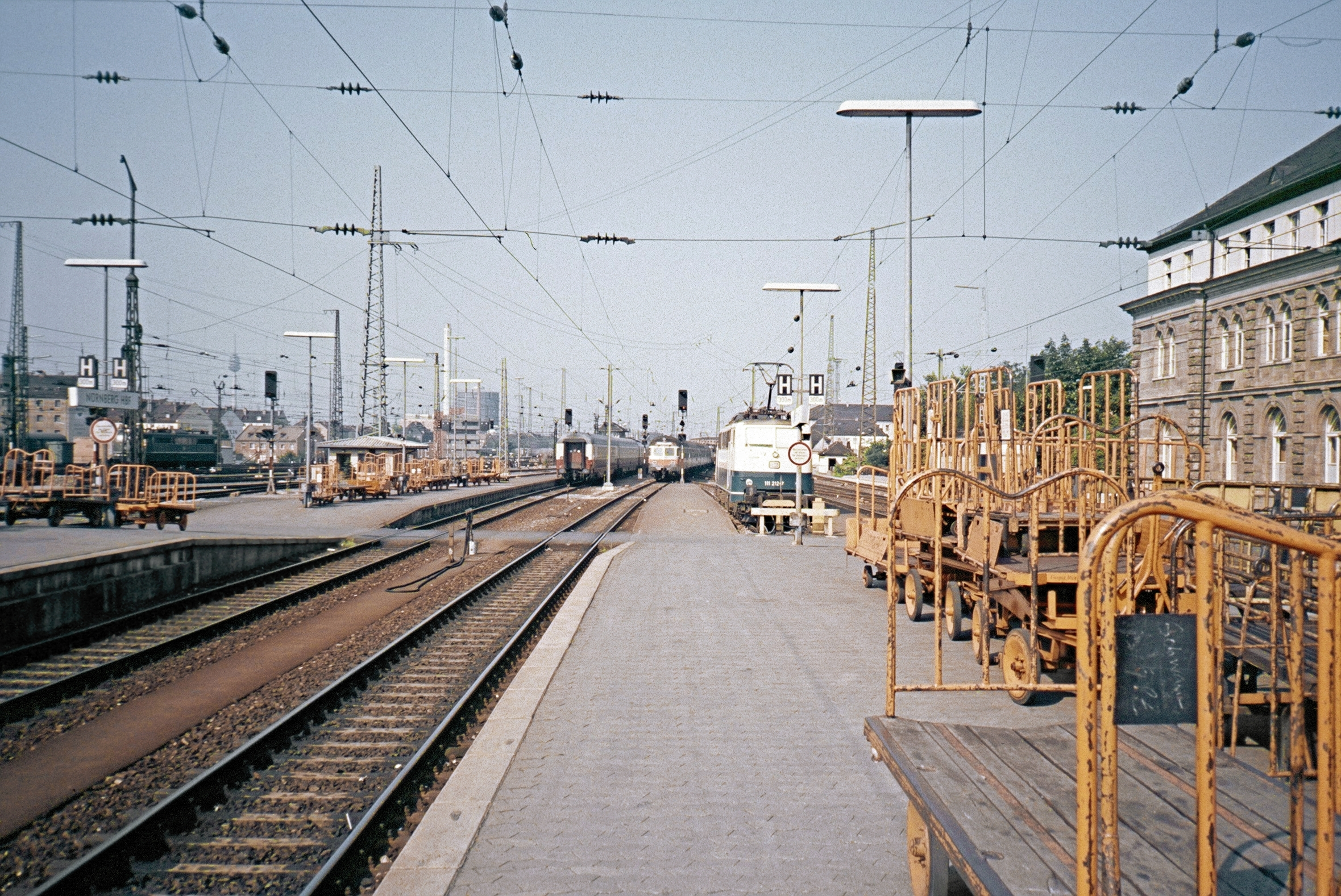
プラットホーム上に置かれた荷車、西の方向を見る、1986年

第二次世界大戦末期のニュルンベルク空襲により、アール・ヌーヴォー様式のラウンジの部分を除いて駅舎は激しく破壊され、1945年3月16日から9日間にわたって休止しなければならなかった。再建工事は1945年から1956年にかけて行われたが、資金不足のために簡素化されたものとなった。新しい特徴としては映画館が併設されたことがある。1973年には地下鉄駅の工事が中央駅の下で開始され、このために中央ホールの下を掘り返して駅舎を支柱で支えることになった。1976年から1984年にかけて新しいプラットホームの上屋が建設され、1番線から15番線までのプラットホームがレール面から76 cmの高さに向上された。第三ドームと中央ホールの改築が1977年に開始された。1906年に開設されたレストランは、1984年4月2日に再開された。このレストランは390平方メートルあり、高さは8メートルある。最終的にすべての建物の改築の計画さえ提案されたが、実現には至らなかった。

### Sバーンのための東側の改築
1988年夏に、中央駅におけるニュルンベルクSバーンの主要ルートを建設するための工事が開始された。駅の北東側にSバーン専用のプラットホームを建設することで、それまでの18・19番線（町から遠い側）から2・3番線へSバーンの発着を移すことができるようになった。これらの町に近いプラットホームに発着することで、路面電車、地下鉄、バスなどに乗り継ぐ旅客の歩行距離も大幅に短縮された。これに加えてSバーン用に新しくニュルンベルク＝デュレンホーフ駅が建設された。
この東側の配線改良工事は6段階に分けて施工され、約1億ドイツマルクの費用は国、バイエルン州、ニュルンベルク市が負担した。 およそ156,000平方メートルの土地に全長16 kmにおよぶ線路と60の分岐器が敷き直され、入換用信号扱所から制御される総延長5.7 kmの2か所の留置線も設置された。ラウフ方面への線路がアルトドルフ方面への線路の下を平面交差なしに通過できるように、全長60 mの立体交差用の橋が建設された。合計10か所の橋梁を交換または移設し、また640 mにわたって遮音壁が構築された。またヨーロッパで唯一の自生例であったゲンゲ属の花の一種Astragalus arenariusは、他の植物とともに一時的に移植され、後に鉄道沿線に戻された。プラットホームを含むエリアの改良工事にはさらに4000万ドイツマルクがかかった。

### ミレニアムに向けての改良

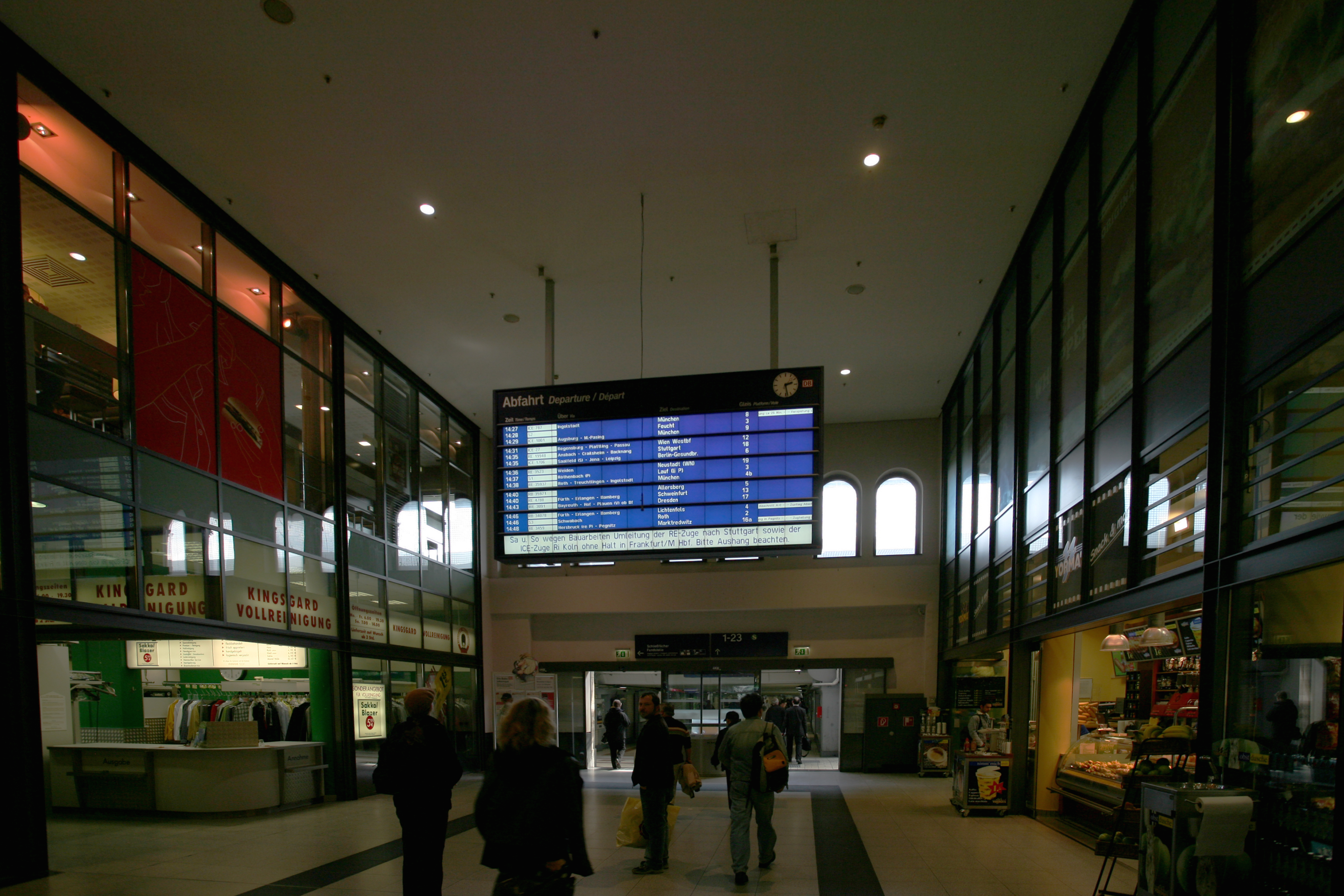
2002年に撮影された、改良工事後の東ホール。正面奥にはプラットホームと南出入口に通じるトンネルがある。

20世紀の終わりに、最後の大規模な改良が行われ、映画館は撤去され内装は完全に更新された。駅舎の中間階層が一般に開放され、全体がショッピングモールに変えられた。切符の販売とインフォメーションコーナーは歴史的なアール・ヌーヴォーラウンジに移された。壁のモザイクが3つ、芸術家のイーリス・ラウ (Iris Rauh) によって制作された。Zeitreise（時間旅行）というモザイクは時代ごとの旅行を描き出しており、全国的な評判を得た。2002年6月24日に、いまや歴史的建築物として保護されることになった駅舎において、開業式が行われた。

### Sバーン網拡充のための改良
2010年12月12日のニュルンベルクSバーン拡充のために、Sバーン用に用いられているプラットホームの改良が必要となった。駅舎側のホーム（1番線）はノイマルクトからのSバーン（S3系統）の到着用であったが、東側に延長されて新しく30番線となり、有効長213 mでプラットホーム高さがレール面から76 cmとなり、また東トンネルへの新たな出口が設置された。S1系統のバンベルク-ニュルンベルク-ハルトマンスホーフの直通線については、第2プラットホーム（2・3番線）の西側に発着し、一部を76 cmの高さに削り、既存の構造部の96 cmの高さのところと傾斜で接続した。アンスバッハへのS4系統の列車は第11プラットホーム（22・23番線）を使用し、2009年の夏にそれまでの38 cmの高さから76 cmの高さに変更され、同時に階段とエレベーターが設置され、新しいプラットホーム上屋が建設された。第1 - 11プラットホームの供用は2009年に開始された。

## その他
2012年10月19日より、金曜日20時から日曜日6時まで、および祝日の前の日の20時から祝日の後の日の6時まで、アルコール類の飲用が禁じられている。